# Arquitectura bioclimática

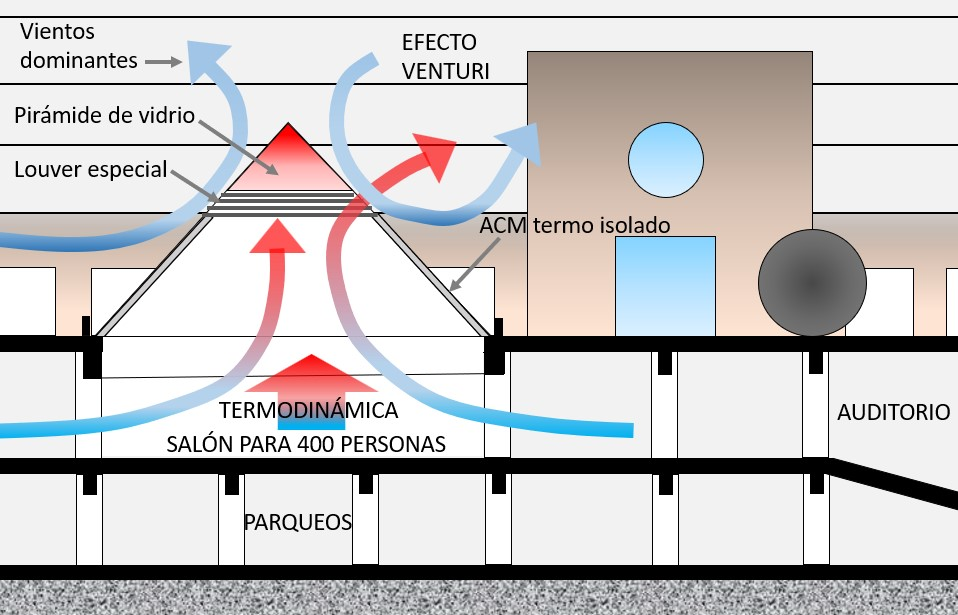
En esta plaza los permanentes vientos del noreste pegan contra las caras de la pirámide, permitiendo aplicar el efecto Venturi mediante unas celocías en la transición entre el vidrio y el aluminio. La termodinámica del aire para refrescar y cambiar el aire permanentemente se logra con una pirámide de cristal en la cúspide que además de lucernario, calienta la parte superior y atrae el aire frío, pero necesario recambiar, y sirve para acarrear hacia afuera el aire caliente por las personas y equipos.

La arquitectura bioclimática consiste en el diseño de edificios teniendo en cuenta las condiciones climáticas, aprovechando los recursos disponibles (sol, vegetación, lluvia, vientos, etc.) para disminuir los impactos ambientales, intentando reducir los consumos de energía. La arquitectura bioclimática está íntimamente ligada a la construcción ecológica, que se refiere a las estructuras o procesos de construcción que sean responsables con el medio ambiente y ocupan recursos de manera eficiente durante todo el tiempo de vida de una construcción. También tiene impacto en la salubridad de los edificios a través de un mejor confort térmico, el control de los niveles de CO2 en los interiores, una mayor iluminación y la utilización de materiales de construcción no tóxicos avalados por declaraciones ambientales.
Una vivienda bioclimática puede conseguir un gran ahorro e incluso llegar a ser sostenible en su totalidad. Aunque el costo de construcción de un edificio de este tipo puede ser más alto, puede ser rentable, ya que el incremento en el costo inicial puede llegar a amortizarse en el tiempo al disminuir los costos de operación.

## Antecedentes
A pesar de que parece un concepto nuevo, no lo es; desde siempre, la llamada arquitectura popular ha tenido que enfrentarse al clima necesitando los menores apoyos posible de energía y, con el ensayo de cambiar pequeños detalles han ido encontrando soluciones apropiadas al problema general del clima; ejemplos de ello son las casas encaladas en Andalucía contra las casas con el color natural del material de la meseta norte de la península, o las fachadas orientadas al sur en el hemisferio Norte, con objeto de aprovechar el soleamiento. También el ejemplo de los chalets en los Alpes o las casas rurales en muchas partes del mundo, como puede verse en la imagen pueden considerarse como excelentes adaptaciones de la vida rural al clima con estaciones térmicas en todo el mundo. En estos dos tipos de vivienda señalados, el establo del piso inferior servía de calefactor en invierno (por el calor despedido con la fermentación de la paja y estiércol o compost) y se sacaban los animales en verano para pastar, sirviendo entonces de aislamiento térmico moderado. Además, el segundo piso o ático sirve, originalmente, de pajar o henar durante el invierno, lo cual aísla del frío exterior a la zona de vivienda del primer piso. Y en las viviendas rurales gallegas, el acceso exterior al primer piso donde se encuentran las habitaciones se diseña tradicionalmente para evitar el paso frecuente por el establo.
De la misma forma que un edificio bioclimático busca adaptarse al clima del lugar, los usuarios deben tener también un comportamiento adaptativo. Implica que hay una doble adaptación, clima y cultura, que lleva a una modificación en la conducta de los individuos y en el tiempo en hábitos culturales. Dado que la sociedad contemporánea se ha adaptado a una tecnología que simplifica la operación de los edificios no siempre un edificio bioclimático es apropiable por parte de sus habitantes.
Aparece una triple resistencia: los promotores que no desean gastar más, los usuarios que no comprenden el concepto bioclimático para operar su edificio y los profesionales y escuelas de arquitectura que privilegian el formalismo por encima de la adaptación al clima.

## Pioneros de la Arquitectura Bioclimática
En la actualidad se considera a los hermanos de origen húngaro Viktor y Aladàr Olgyay, los padres de la arquitectura bioclimática, cuyo mayor documento bibliográfico es el libro publicado por Viktor Olgyay, 'Design with climate: bioclimatic approach to architectural regionalism' en 1963 por la Universidad de Princeton, en los que su hermano participaba como investigador colaborador en algunos capítulos. Su traducción al español 'Arquitectura y clima. Manual de diseño bioclimático para arquitectos y urbanistas' fue publicado en 1998, con prologo de Rafael Serra Florensa, por la editorial Gustavo Gili en España.
En segundo lugar, hay que reconocer a Baruch Givoni, coetaneo de los hermanos Olgyay, como gran científico que continua con los avances en materia de arquitectura bioclimática con la publicación de su libro: Man, Climate and Architecture.
En España, algunos pioneros de la arquitectura bioclimática fueron: Jaime López de Asiain en Sevilla, Rafael Serra Florensa y Helena Coch Roura en Barcelona, Javier Neila y Julian Salas Serrano o Margarita de Luxan en Madrid, o Alfonso Sevilla en Almería.

## Generalidades

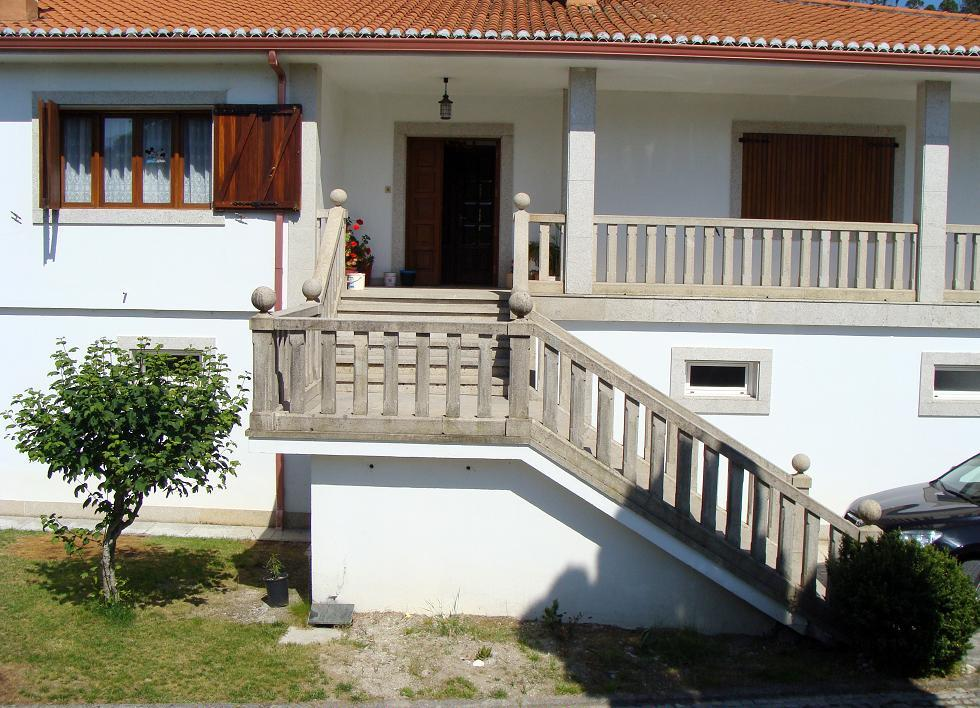
Casa del medio rural en Galicia, convertida recientemente en vivienda de tipo urbano

- La arquitectura bioclimática es un tipo de arquitectura donde el equilibrio y la armonía  con el medio ambiente son una constante. Se busca lograr un cierto nivel de confort térmico, teniendo en cuenta el clima y las condiciones del entorno para ayudar a conseguir el confort térmico interior mediante la adecuación del diseño, la geometría, la orientación y la construcción del edificio adaptado a las condiciones climáticas de su entorno. Juega exclusivamente con las características locales del medio (relieve, clima, vegetación natural, dirección de los vientos dominantes, insolación, etc.), así como, el diseño y los elementos arquitectónicos, sin utilizar sistemas mecánicos, que más bien se consideran como sistemas de apoyo. No debemos olvidar, que una gran parte de la arquitectura tradicional ya funcionaba según los principios bioclimáticos: ventanales orientados al sur en las regiones de clima frío del hemisferio norte, el uso de ciertos materiales con determinadas propiedades térmicas, como la madera, la piedra o el adobe, el abrigo del suelo, el encalado en las casas mediterráneas para mantener el interior fresco en verano, la ubicación de los pueblos, etc. La arquitectura bioclimática es, en definitiva, una arquitectura adaptada al medio ambiente, sensible al impacto que provoca en la naturaleza, y que intenta minimizar el consumo energético y con él, la contaminación ambiental.[11]
- Una casa bioclimática no tiene por qué ser más cara que una convencional, pero las construidas en climas templados han mostrado un sobrecosto del 5 al 15 %. No necesita de la compra o instalación de sistemas mecánicos de climatización, sino que juega con los elementos arquitectónicos de siempre para incrementar el rendimiento energético y conseguir el confort de forma natural. Para ello, el diseño bioclimático supone un conjunto de restricciones, pero siguen existiendo grados de libertad para el diseño según el gusto de cada cual. La arquitectura bioclimática tiene en cuenta las condiciones del terreno, el recorrido del Sol, las corrientes de aire, etc., aplicando estos aspectos a la distribución de los espacios, la apertura y orientación de las ventanas, etc., con el fin de conseguir una eficiencia energética. No consiste en inventar cosas extrañas sino diseñar con las ya existentes y saber sacar el máximo provecho a los recursos naturales que nos brinda el entorno. Sin embargo, esto no tiene porqué condicionar el aspecto de la construcción, que es completamente variable y perfectamente acorde con las tendencias y el diseño de una buena arquitectura.[12]
- El diseño bioclimático está fundamentado en el análisis climático del sitio de estudio, para esto es necesario procesar los principales datos climatológicos (temperatura, humedad, precipitación pluvial, viento, radiación, entre otros) utilizando gráficas, mapas, o proyecciones típicas de la geometría solar. También es importante aprovechar las distintas herramientas desarrolladas por los principales investigadores del tema (Baruch Givoni, Viktor Olgyay, Mahoney, etc.). Estas herramientas como la carta bioclimática o la psicrométrica, permiten evaluar los datos climáticos con la temperatura considerada como de "confort" y obtener recomendaciones de diseño, tales como ventilar, uso de la masa térmica, uso del enfriamiento evaporativo, etc.

## Confort higrotérmico (control de la temperatura y la humedad relativa ambiental)

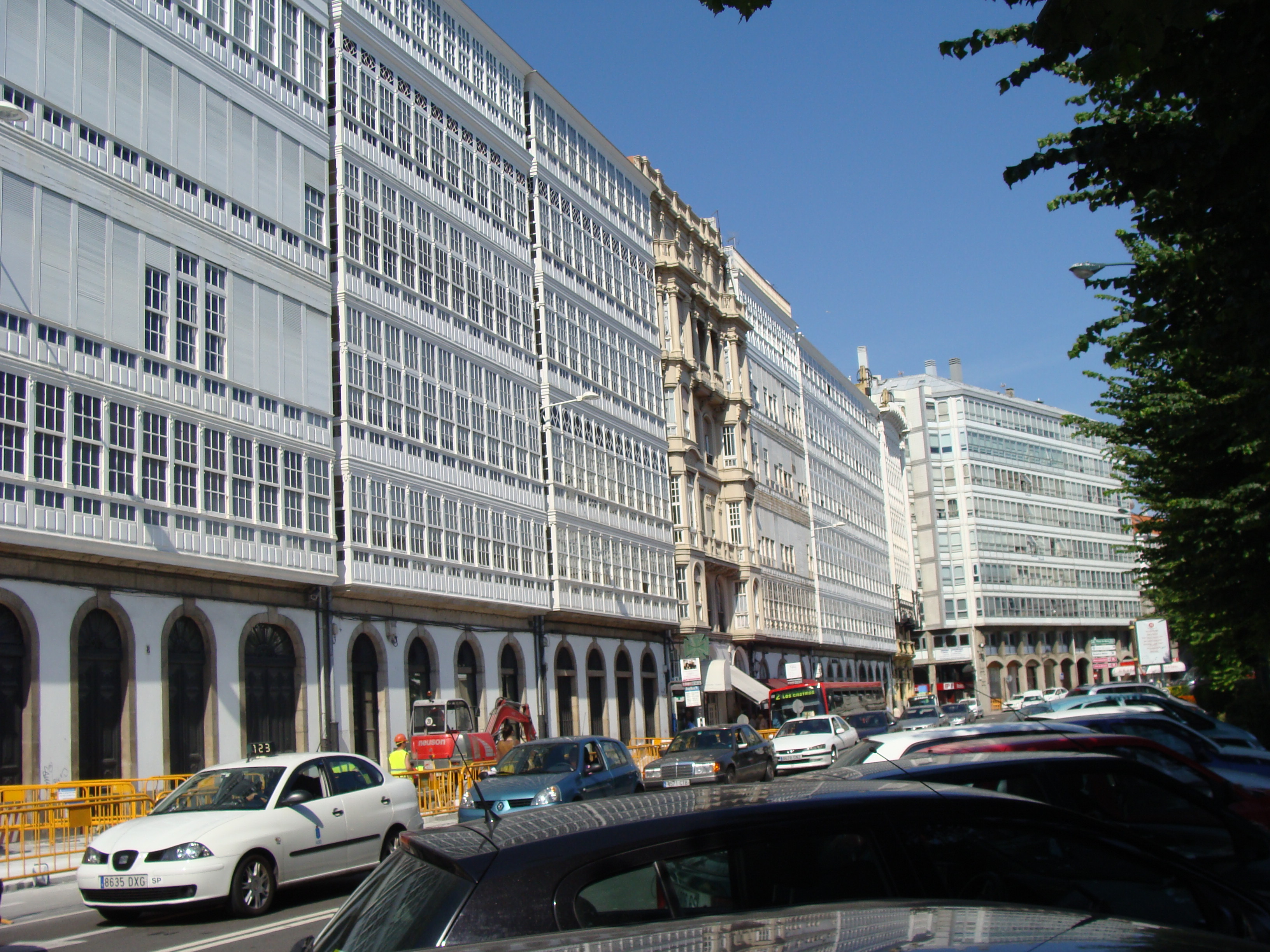
Las galerías (balcones y ventanas acristaladas) de La Coruña, un típico ejemplo del uso de la insolación para la calefacción natural de las viviendas en invierno

Es quizá en este punto donde es más común incidir cuando se habla de arquitectura bioclimática. Lo más habitual, es aprovechar al máximo la energía térmica del sol cuando el clima es frío, por ejemplo para calefacción y agua caliente sanitaria. Aprovechar el efecto invernadero de los cristales. Tener las mínimas pérdidas de calor (buen aislamiento térmico) si hay algún elemento calefactor.
Cuando el clima es cálido lo tradicional es hacer muros más anchos, y tener el tejado y la fachada de la casa con colores claros. Poner toldos y cristales especiales como doble cristal y tener buena ventilación son otras soluciones. En el caso de usar algún sistema de refrigeración, aislar la vivienda. Contar delante de una vivienda con un gran árbol de hoja caduca que tape el sol en verano y en invierno lo permita también sería una solución.

### Orientación
- Con una orientación de las ventanas acristaladas al sur en el Hemisferio Norte, o al norte en el Hemisferio Sur, se capta más radiación solar en invierno y menos en verano, aunque para las zonas más cálidas (con temperaturas promedio superiores a los 25 °C) es sustancialmente más conveniente colocar los acristalamientos en el sentido opuesto, esto es, dándole la espalda al ecuador; de esta forma en el verano, la cara acristalada sólo será irradiada por el Sol en los primeros instantes del alba y en los últimos momentos del ocaso, y en el invierno el Sol nunca bañará esta fachada, reduciendo el flujo calorífico al mínimo y permitiendo utilizar conceptos de diseño arquitectónico propios del uso del cristal.

### Soleamiento y protección solar
- Las ventanas con una adecuada protección solar, alargadas en sentido vertical y situadas en la cara interior del muro, dejan entrar menos radiación solar en verano, evitando el sobrecalentamiento de locales soleados.
- Por el contrario, este efecto no es beneficioso en lugares fríos o durante el invierno, por eso, tradicionalmente, en lugares fríos las ventanas son más grandes que en los cálidos, están situadas en la cara exterior del muro y suelen tener miradores acristalados, para potenciar la beneficiosa captación de la radiación solar.

- Dispositivos de protección solar:
  - el alero: es el plano horizontal de protección solar, en la fachada norte (hemisferio Sur) o fachada sur (hemisferio norte) permite co
  - parasoles verticales oblicuos a la fachada: en fachada oeste o fachada este. En dichas orientaciones la incidencia solar es a baja altura, por lo que los aleros no son eficaces.  La colocación de estas pantallas a 45° permite la penetración solar en invierno y se puede controlar la incidencia del sol  en verano.
  - persianas exteriores a la ventana; el sombreamiento más efectivo se consigue con estos dispositivos, en clima cálido es muy importante que el sol no traspase el cristal, por lo que debe protegerse siempre por el exterior, porque en caso contrario la ventana funcionará como un colector solar plano, dejando el calor en el interior del local. Sobre los anteriores tienen el inconveniente de que no son pasivos, hay que cerrar en el momento que da el sol en la ventana y abrir cuando no da, especialmente por las noches para permitir enfriar por ventilación con aire nocturno más fresco.

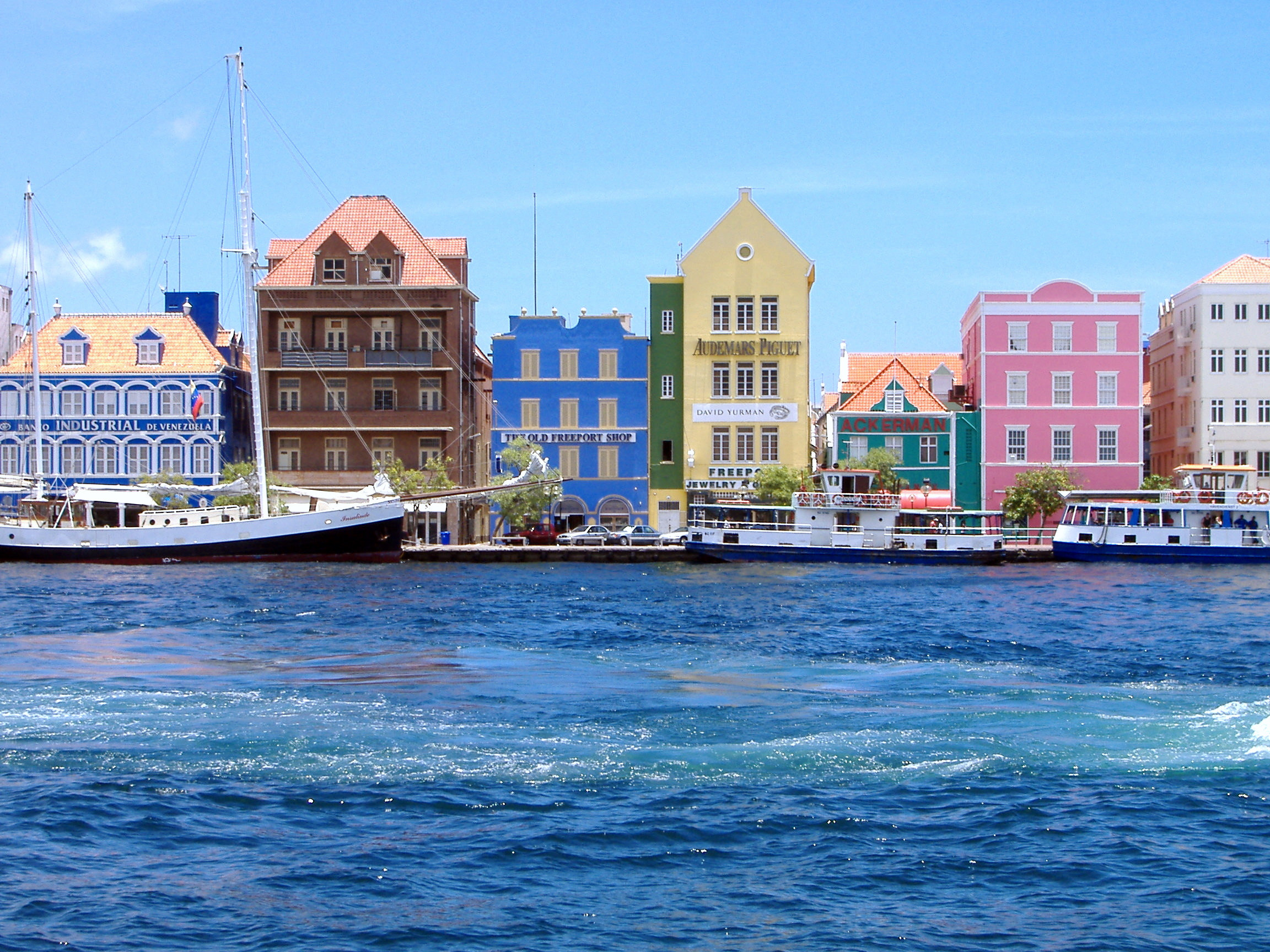
Puerto de Willemstadt, en la isla de Curazao

- El puerto de Willemstadt mostrado en la imagen, en la isla de Curazao, es un ejemplo que se opone a la arquitectura bioclimática. Los techos inclinados para evitar la acumulación de nieve típicos de Holanda y las ventanas relativamente pequeñas y cerradas contrastan con el clima cálido de la zona intertropical, donde resulta fundamental estudiar la ventilación a través de ventanas dirigidas fundamentalmente hacia el este y noreste, para aprovechar los vientos alisios que soplan durante todo el año (esta idea refiere al hemisferio Norte; sería diferente en el hemisferio sur). Sin embargo, este problema aparente se justifica por motivos turísticos y se controla con el uso del aire acondicionado, muy importante y hasta necesario por la enorme cantidad de turistas y el uso fundamental de los edificios para fines comerciales.
- Uno de los principales objetivos de la arquitectura bioclimática es ofrecer una climatización y ventilación óptimas a partir de una gestión y regulación adecuada de la radiación solar así como de la circulación natural del aire. Este tipo de arquitectura es una tendencia al alza respaldada por una mayor concienciación medioambiental, también en los espacios exteriores de las viviendas.   Se conoce como pérgola bioclimática aquel sistema de protección solar capaz de regular de forma natural la temperatura de la zona que cubre y la radiación solar que recibe, al tiempo que ofrece protección frente a la lluvia, el viento y cualquier otra inclemencia meteorológica.

### Aislamiento térmico
- Los muros gruesos retardan las variaciones de temperatura, debido a su inercia térmica.
- Los edificios enterrados o semi enterrados, aprovechan la inercia térmica de la tierra que los rodea, estabilizando la oscilación térmica, por ejemplo, la variación térmica que se presenta entre las mañanas frías y las tardes calurosas.
- Un buen aislamiento térmico evita, en el invierno, la pérdida de calor por su protección con el exterior, y en verano la entrada de calor.
- Uno de los materiales con mejores propiedades aislantes, es el aire. Debido a sus bajos valores de conductividad térmica, el uso de cámaras de aire se aprovecha para interrumpir el flujo térmico entre el interior o el exterior. Sin embargo, estas cámaras de aire son más eficaces cuando tienen dimensiones pequeñas, debido a que en éstas se limita el movimiento convectivo del aire que puede transferir calor de una cara a otra. Un buen ejemplo de estas reducidas cámaras es el EPS (poliestireno) que contiene pequeñas burbujas de aire atrapado.
- En las casas con techo inclinado o a dos aguas de las zonas templadas, puede construirse un techo raso que encierre una cámara superior con el fin de aislar a la vivienda del excesivo calor de la radiación solar en verano y del frío del invierno. Es el caso de los chalets suizos cuya fachada se dirige hacia el sur para aprovechar la radiación solar durante el invierno y tiene un piso superior que sirve de granero o almacén de heno que tiene buenas propiedades aislantes durante el invierno. Al tener las habitaciones de la vivienda en el primer piso y el establo en la planta baja, el chalet funciona como un ejemplo admirable de vivienda bioclimática ya que el establo produce una especie de calefacción natural que sirve para calentar la vivienda en el primer piso. En la época de calor, el ganado se saca a pastar en los prados y al dejar libre el establo, permite una ventilación del mismo que sirve para refrescar la vivienda. Tampoco el ático o granero tiene paja o heno durante el verano, por lo que protege a la vivienda del calor solar excesivo. La escalera exterior de acceso a la vivienda (típica en los chalets y casas agropecuarias gallegas y de muchas otras partes) tiene como finalidad acceder a la vivienda sin molestar al ganado y otros animales domésticos.
- Infiltración es la entrada de aire desde exterior por fenómenos o usos en principio no controlados, pero que afectan o son asumidos para la ventilación, por ejemplo, rendijas en puertas o difusión a través de determinadas superficies.

### Ventilación cruzada
- La diferencia de temperatura y presión entre dos estancias con orientaciones opuestas, genera una corriente de aire que facilita la ventilación.
- Una buena ventilación o calidad del aire interior[13] es muy útil en climas cálidos húmedos, sin refrigeración mecánica, para mantener un adecuado confort higrotérmico.
- Para diseñar adecuadamente la ventilación en espacios habitables, es necesario conocer la dirección, la velocidad y la temperatura de este. Para esto se utilizan los datos climáticos de cada sitio de estudio, estos pueden ser anuales, mensuales e incluso horarios. Es importante que estos datos sean normalizados, es decir sean el promedio de los datos recabados por varios años (al menos 10).
- La ventilación también puede ser utilizada no solo para enfriar un espacio ya que si se utiliza en combinación con cuerpos de agua (fuentes, estanques) es posible aumentar la humedad del aire, siendo esta una técnica muy apreciada en climas cálido secos.

## Integración de energías renovables
Mediante la integración de fuentes de energía renovable, es posible que todo el consumo sea de generación propia y no contaminante. En este caso, hablamos de edificios 0 emisiones. Puede llegarse incluso a generar más energía de la consumida —que podría ser vendida a la red—, en cuyo caso hablamos de edificios energía plus.
Las fuentes más empleadas de energías renovables son la energía eólica, la energía solar fotovoltaica, la energía solar térmica e incluso la energía geotérmica.

## Arquitectura inadecuada desde los puntos de vista ecológico o bioclimático

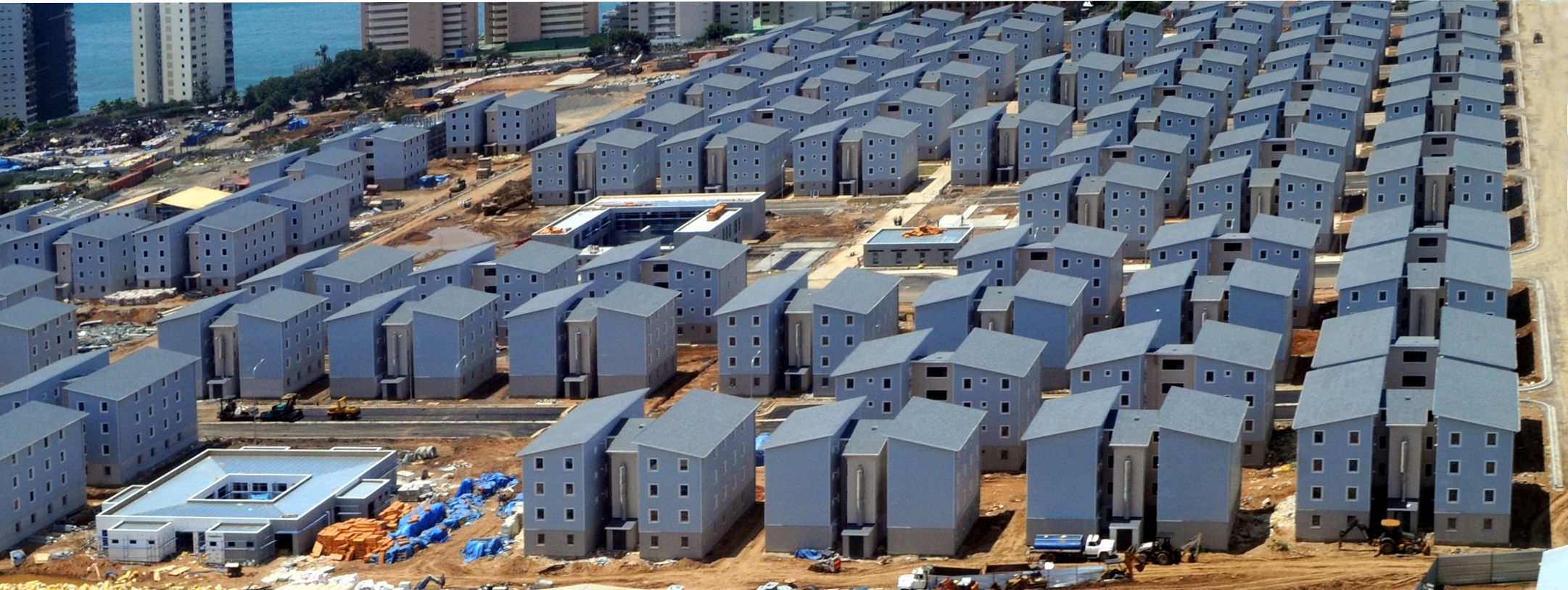
Edificaciones construidas con financiamiento gubernamental para ser habitadas por civiles como programa de subsidio en Playa Grande, estado Vargas, Venezuela.

A lo largo de la sociedad actual, existen numerosos ejemplos del empleo incorrecto u opuesto a estos principios arquitectónicos, tanto en su diseño como en la construcción. En Venezuela, un programa de subsidio social financiado por el gobierno, en el cual se construyen estructuras para ser habitadas por familias de escasos recursos (en la imagen se muestra un conjunto de estructuras construidas en el 2011 en el Estado Vargas) nos da un ejemplo. Tomando en cuenta que se encuentra en una zona de alta densidad demográfica, una superficie urbana muy limitada, clima de altas temperaturas, proximidad inmediata al mar y poca vegetación arbórea, además de un suelo propio de zonas costeras con características de aridez y con materiales de alta conductividad térmica (Ver bajantes metálicos para la basura y cuartos pequeños para la misma), pueden ocasionar graves problemas de confort térmico en el interior de dichas viviendas.
Podemos observar que los edificios poseen una cantidad ínfima de ventanas de escasa superficie, sin balcones u otro tipo de puertas de ventilación; Además de esto, son relativamente pequeñas, y se encuentran en la parte más superficial de los muros, de modo que reciben una gran cantidad de radiación solar durante horas diurnas y a la vez no permiten el acceso de aire suficiente para ventilar y disipar la sensación de altas temperaturas; si bien el color de la estructura es apto para limitar algo la absorción de la radiación solar, sigue siendo demasiado oscuro y debe utilizarse además un adecuado material de construcción. La falta de vegetación, sobre todo la carencia de vegetación arbórea en la zona de desplazamiento peatonal, produce incomodidad y fatiga por la exposición al sol; el hecho de que no exista vegetación alguna, produce una sensación de entorno hostil y el viento en cualquier dirección puede generar nubes de polvo y tierra que penetren en los apartamentos más próximos al suelo.
Además, la proximidad de los edificios aumenta la sensación de calor y genera un foco de altas temperaturas; el uso de asfalto para las zonas de tránsito de vehículos absorbe la radiación solar y emite inmediatamente una radiación infrarroja que calienta enormemente el aire a nivel del suelo.
Entre las imprudencias con relación a la arquitectura bioclimática pueden destacarse:
- Incompatibilidad con el clima. Ello puede deberse a la negligencia en cuanto a la previsión de factores climáticos obtenidos a través del previo estudio del clima. Esto incide directamente en el tipo de materiales empleados y el diseño de la estructura.
- Falta de diseño ecológico y aprovechamiento del espacio: El hecho de que no exista ningún tipo de vegetación como elemento de construcción es incompatible con un ambiente sustentable, además de un uso inadecuado del espacio, que pudo ser distribuido de forma óptima e igual aprovechamiento.
- Falta de urbanismo apto para ser habitado por seres humanos: La construcción de una concentración de estructuras de este tipo, a través de un diseño semejante y obviando tantos aspectos en relación con el entorno, le hacen una zona prácticamente hostil para ser habitada a largo plazo por cualquier familia.

### Barrios y ciudades bioclimáticas
- Soria, ciudad del Medio Ambiente
- Ecociudad de Valdespartera
- Página web de Ecociudad Valdespartera Zaragoza

- Datos: Q112944067